# Constant Chevillon
Constant Chevillon né le 26 octobre 1880 à Annoire dans le Jura et mort assassiné par la Milice française le 25 mars 1944 à Lyon est un franc-maçon français, grand-maitre du Rite de Memphis-Misraïm. Il dirige également plusieurs sociétés occultistes.

## Biographie
Constant Chevillon est grand maitre de l'Ordre martiniste et de celui de Memphis-Misraïm. Il est membre du « Mouvement synarchique d'empire » et patriarche de l'Église gnostique.
Avec Jean Bricaud, mort le 21 février 1934, Constant Chevillon fut l'un des successeurs de Teder (Henri-Charles Détré) à la tête du Rite Égyptien en France. Ce dernier avait lui-même pris la suite de Gérard Encausse alias Papus.
Le 5 janvier 1936, il est consacré évêque de l’Église gnostique par Louis-Marie François Giraud (1876-1950), créateur de l’Église catholique apostolique et gallicane.
Il est assassiné par la Milice française le 25 mars 1944 et son corps retrouvé au bord d'une route à Saint-Fons.

## Hommages
Une rue porte son nom dans sa ville natale, Annoire.

## Publications
- Orient ou Occident ?, Paris, Chacornac, 1926 (lire en ligne)
- Réflexions sur le temple social, Lyon, Ed. des annales initiatiques, 1936
- C. Chevillon, Le vrai visage de la franc-maçonnerie, Lyon, Derain, 1939 (lire en ligne)
- Du néant à l'être, Lyons, Derain, 1943 (lire en ligne)
- Et verbum caro factum est, Lyon, Derain, 1944 (lire en ligne)
- La Tradition Universelle, Lyon, Derain, 1946 (lire en ligne)
- Méditations Initiatiques, Lyon, Derain, 1953 (lire en ligne)